# أديلي تونيني
أديلي تونيني هي سياسية من سان مارينو، شغلت منصب الحاكم للفترة 1 أبريل 2023 – 1 أكتوبر 2023 مع أليساندرو سكارانو.